# Quang Trung (keizer)
Nguyễn Huệ (Hanzi: 阮 惠) (leefde van 1753 tot 1792), ook bekend als Keizer Quang Trung (Hanzi: 光 中 皇帝), of Keizer Bắc Bình, was een van de vele Vietnamese keizers van de Tây Sơn-dynastie.
Tijdens zijn regeerperiode waren er meerdere keizers, namelijk Nguyễn Nhạc en Lê Chiêu Tông.
Hij was een getalenteerde politieke leider die zorgde voor hervorming van de nationale militaire bouw en excellentie in de geschiedenis van Vietnam met burgeroorlogen tegen vreemdelingen/indringers.
Door veel Vietnamezen wordt Quang Trung beschouwd als een held.

## Verschillende zones
Quang Trung verdeelde het noorden van Vietnam in verschillende zones gecontroleerde en dat is als volgt:
1. Xứ Đông (nu Hải Dương)
2. Xứ Bắc (nu Kinh Bắc)
3. Xứ Đoài (nu Sơn Tây)
4. Xứ Yên Quảng (onbekend)
5. Xứ Lạng (nu Lạng Sơn)
6. Xứ Thái (nu Thái Nguyên)
7. Xứ Tuyên (nu Tuyên Quang)
8. Xứ Hưng (nu Hưng Hóa)
9. Xứ Nghệ (nu Nghệ An en Hà Tĩnh)
10. Opper-Sơn Nam (nu Hà Đông en Hà Nam)
11. Neder-Sơn Nam (nu Nam Định và Thái Bình)
12. Buiten-Thanh Hóa (nu Ninh Bình)
13. Binnen-Thanh Hóa (nu Thanh Hóa).